# Aspettiamo mattina
Aspettiamo mattina è un singolo del cantante italiano Aiello, pubblicato il 31 marzo 2023 come terzo estratto dal terzo album in studio Romantico.
Il brano è stato inserito da Recensiamo Musica tra le 100 canzoni indie più belle del 2023.

## Video musicale
Il videoclip visual del brano, diretto da Shipmate, è stato pubblicato in concomitanza del lancio del singolo sul canale YouTube di Aiello.

## Tracce
Testi e musiche di Antonio Aiello.
1. Aspettiamo mattina – 2:56